# قائمة النزاعات في القرن الإفريقي

منطقة القرن الافريقي

منذ القرن السابع عشر قبل الميلاد ، كانت الصراعات تحدث في القرن الأفريقي . هذه قائمة من الصراعات في القرن الإفريقي ، والتي تضم دول جيبوتي وإريتريا وإثيوبيا والصومال .

## القديمة
- غزو مصر القديمة من قبل مملكة كوش وبلاد بنط (القرن السابع عشر قبل الميلاد).

## القرون الوسطى وأوائل الحديثة
- غزو سلطنة عفت لسلطنة شوا (حوالي 1285)
- الحرب العدلية الحبشية بين إمبراطورية إثيوبيا وسلطنة عدل في الفترة (1529–1559)
- الحرب سلطنة أجوران والإمبراطورية البرتغالية (طوال القرنين السادس عشر والسابع عشر)
- حرب سلطنة غلدي و بارديرا (أواخر القرن الثامن عشر)
- الحرب المصرية الإثيوبية (1874-1876)
- الحرب الإيطالية الإثيوبية الأولى (1895-1896) بين مملكة إيطاليا وإمبراطورية إثيوبيا

## أوائل القرن العشرين
- مقاومة الدراويش ضد المملكة المتحدة (1899-1920) ، مملكة إيطاليا ، الإمبراطورية الإثيوبية.
- الحرب العالمية الأولى.
- حملة شرق أفريقيا (الحرب العالمية الأولى) (1914-1918).
- الحرب الإيطالية الإثيوبية الثانية (1935-1936) بين مملكة إيطاليا وإمبراطورية إثيوبيا.
- الحرب العالمية الثانية.
- حملة شرق أفريقيا (الحرب العالمية الثانية)(1940–1941).

## الحرب الباردة
- حرب الاستقلال الإريترية (1961-1991).
- حرب شيفتا (1963-1967) ، تمرد انفصالي من قبل صوماليين في كينيا.
- الحرب الأهلية الإثيوبية (1974-1991) ، بين الحكومة (الحكومة الإثيوبية الحاكمة) ومختلف المجموعات المتمردة.
- صراع أورومو (	1973 – الآن)
- حرب أوغادين (1977-1978) ، بين إثيوبيا والصومال.
- حرب حدود إثيوبيا-الصومال 1982.

## فترة ما بعد الحرب الباردة
- الحرب الأهلية الصومالية (1991 - حتى الآن)
- الحرب الأهلية الجيبوتية (نوفمبر 1991 - ديسمبر 1994).
- نزاع جزر حنيش (1995) ، بين اليمن وإريتريا على جزيرة حنيش الكبرى في البحر الأحمر.
- التمرد في أوغادين (1995 إلى الوقت الحاضر).
- القمع الإثيوبي في أوغادين (2007-2008)
- الحرب الإثيوبية الإريترية (6 أيار / مايو 1998 - 25 أيار / مايو 2000).
- النزاع الحدودي بين جيبوتي -اريتريا (10-13 يونيو 2008)
- اشتباكات جديو-غوجي (منذ ديسمبر 2016).
- اشتباكات أوروميا والمنطقة الصومالية في إثيوبيا (منذ ديسمبر 2016).
- نزاع منطقة ميتكيل في بنيشنقول-قماز (منذ يونيو 2019).
- حرب إقليم التغراي (منذ نوفمبر 2020).